# Angel Trains
Die Angel Trains Limited  ist eine 1994 gegründete britische Leasinggesellschaft für Schienenfahrzeuge mit Sitz in London.

## Geschichte
Im Zuge der Privatisierung der British Rail wurde 1994 das gesamte Rollmaterial der BR an sogenannte ROSCOs (für Rolling Stock Operating Companies) verkauft, die ihr Eigentum an die Bahnbetriebsgesellschaften vermieten. Angel Trains wurde zu diesem Zweck gegründet und ist neben Porterbrook und HSBC Rail (jetzt Eversholt) eines der drei größten dieser Unternehmen. Angel Trains gehörte seit 1997 zu 100 % der Royal Bank of Scotland (RBS).  2008 erfolgte der Verkauf von Angel Trains an ein Konsortium aus Babcock & Brown European Infrastructure Fund, Babcock & Brown Public Partnerships, AMP Capital, Deutsche Bank u. a. für 3,5 Milliarden Britische Pfund. In der Folge wurde das Unternehmen in einen britischen (Angel Trains Limited) und einen internationalen Zweig (Angel Trains International) aufgeteilt. Zum 1. Januar 2010 wurde Angel Trains International umbenannt in Alpha Trains und agiert heute unabhängig im Markt.

## Unternehmensstruktur
Neben dem Hauptsitz London hat Angel Trains eine Niederlassung in Derby (Derbyshire). Über die Tochterfirma The Great Rolling Stock Company Ltd läuft die Finanzierung über langfristige Anleihen.
Bis 2010 gehörte zu ihr ein internationaler Zweig, der unter den Namen Angel Trains Europa und Angel Trains Cargo das Geschäft in Kontinentaleuropa betrieb. Dieser Unternehmensteil ist seither  unter dem Namen Alpha Trains eigenständig.

## Rollmaterial
Im Dezember 2018 besaß Angel Trains nach eigenen Angaben 3.895 Einheiten in einem breitgefächerten Portfolio von Regionalzügen, Fernzügen und Lokomotiven. Darunter befinden sich Fahrzeuge der britischen Baureihen 142, 153, 158, 175, 314, 390, 465, 466 und 507.